# Celestino Coronado
Celestino Coronado Romero (20 de novembre de 1944 - 21 de juliol de 2014), també conegut com a Celestino Coronado, va ser un director de cinema i teatre espanyol, escriptor, ballarí i mim. Va ser director artístic de la llegendària companyia de Lindsay Kemp de 1973 a 1985, exercint com a ambaixador emissari de la troupe en els seus memorables primeres gires per Espanya durant l'època de la transició. Entre els seus íntims amics i col·laboradors, destaquen Lindsay Kemp, l'actor David Meyer, l'actor cec Jack Birkett (també conegut com The Incredible Orlando) i el compositor Carlos Miranda.

## Vida i obra
Va néixer a Puebla de Sancho Pérez, província de Badajoz, Extremadura. Va viatjar a Madrid quan molt jove i després es va traslladar a Londres en 1967 on es va radicar la resta de la seva vida, residint en un pis llogat en Brechin Place, South Kensington, habitatge que ha estat proverbial per a tants visitants espanyols, amics i col·laboradors durant dècades.
Estudia cinematografia al Royal College of Art (School of Film and Television), i es va graduar en Master of Arts el 1976. Va estudiar mim amb Lindsay Kemp  aviat es va convertir en col·laborador en la seva companyia com a director artístic, contribuint a la creació dels espectacles: "Flowers", "That's the Show", "Legends", "The Maids" ("Les Criades" de Genet), "Salomé", "Mr. Punch's Pantomime", "A Midsummer Night's Dream", i "Duende, poema fantástico para Federico García Lorca".
També va col·laborar en la Rambert Dance Company amb Lindsay Kemp i el compositor Carlos Miranda en la creació dels espectacles de dansa-teatre: "The Parades Gone By" (1976) i "Cruel Garden" (amb coreografia de Christopher Bruce - 1977, també en versió fílmica dirigida per Colin Nears que va guanyar el Prix Italia Música 1982).
El seu film "Hamlet" (1976) va ser el seu diploma de graduació al Royal College of Art, realitzat en vídeo i després transferit a 16mm. Després va filmar "A Midsummer Night's Dream" (1984, basat en l'adaptació teatral de Lindsay Kemp), produïda per Televisió Espanyola (TVE).
Coronat ha realitzat diverses produccions en vídeo i Super 8 basats en espectacles teatrals, "happenings" i esdeveniments. Entre aquests, el seu film en Super 8 de "Nijinsky, il matto" (1982, produït per La Scala, Milà) i una producció en vídeo de l’obra teatral "Goodbye G.O.D." de Carlos Miranda amb Jack Birkett (The Incredible Orlando) el 1987.
Entre les seves incursions en el teatre com a director, va assumir la direcció artística de l'espectacle "Nuevo Día" amb Lole y Manuel i la Família Montoya, en gira espanyola el 1978. El 1989 va dirigir l’obra "Smoking Mirror" del dramaturg xilè Alfredo Cordal, i també va dirigir una adaptació cinematogràfica d'aquest espectacle.
Coronado va continuar escrivint i concebent diversos projectes que no van arribar a materialitzar-se. Va viure els seus últims anys tenint problemes de salut mental, i el seu a vegades conflictiu comportament públic li van causar problemes amb la policia. Va morir al juliol de 2014 de càncer colorectal.

## Filmografia
- The Lindsay Kemp Circus (1973)
- Miroirs (1974)
- Le Bel Indiferent (1975)
- Hamlet (1976)
- A Midsummer Night's Dream (1984)
- Smoking Mirror (1989)